# Marc-Antoine Pellin
Marc-Antoine Michel Pellin (Orléans, 8 settembre 1987) è un cestista francese.

## Palmarès
- Campionato francese: 1

Roanne: 2006-07
- Semaine des As: 1

Roanne: 2007